# Ithomiola theages
Ithomiola theages is een vlindersoort uit de familie van de prachtvlinders (Riodinidae), onderfamilie Riodininae.
Ithomiola theages werd in 1878 beschreven door Godman & Salvin.